# Tipula (Eumicrotipula) tabida
Tipula (Eumicrotipula) tabida is een tweevleugelige uit de familie langpootmuggen (Tipulidae). De soort komt voor in het Neotropisch gebied.